# 더피스
더피스는 니즈뮤직 엔터테인먼트에서 진행하고 있는 컴필레이션 프로젝트로, 2021년 5월 더 피스 시즌1 첫번째 트랙 'Happy sad carpet'을 시작으로 다양한 아티스트와의 컬래버레이션을 추진하고 있다.

## ‘THE PIECES OF ART’
‘THE PIECES OF ART’
9개의 그림 조각, 그 안에 담긴 9곡의 음악이다.
[THE PIECES]는 9개의 이미지 조각이 순차적으로 맞춰져 하나의 앨범 커버로 완성되는 컴필레이션 앨범이다.
하나의 앨범 커버는 하나의 주제나 장르를 담고 있어 시리즈마다 신선한 아티스트와 음악을 녹여낸 커버 아트가 완성되어 가는 과정을 리스너와 함께 기대하고 공감하고자 하는 프로젝트이다.

## 더피스 시즌1 (2021.05.02 ~ 2021.09.24)

#### 참여 아티스트
g1nger, 유명한아이, 미소년, ZASMIIN, Kiehl(키엘), Summer Soul, kenessi, YOUNGWON, Starry Nightt Music (크루셜스타, 윈, 디너프)

#### Art Director
NSH

#### 트랙리스트
1. Happy sad carpet (Remastered) - g1nger
2. 난 중간을 몰라 (feat. 새벽) - 유명한 아이
3. 멀리 - 미소년
4. Tough Guy - ZASMIIN
5. 존, 나 괜찮아 (John, I'm fine) - Kiehl(키엘)
6. Save Me - Summer Soul
7. 오래 - kenessi
8. 기대 (feat. 미소년) - YOUNGWON
9. True Romance - 크루셜스타, 윈, 디너프

## 더피스 시즌2 (2021.10.12 ~)
더피스 ep.2는 '페르소나(Persona)'를 주제로 콘셉트에 걸맞은 아트워크와 새로운 9팀의 음악으로 구성된다.
각각의 다른 페르소나들이 모여 하나로 완성되어 가는 과정을 아트워크와 음악을 통해 표현한다.

#### 참여 아티스트
SHILOH, 나랑, Imzoo, 곽태풍, 변하림 ~

#### Art Director
E3

트랙리스트
1. 과일 말고 너 - SHILOH
2. 나와 너와 나만 있어 - 나랑
3. 미친 겨울 - Imzoo
4. 시간이 흘러도 - 곽태풍
5. 나는 내가 무딘 사람이었으면 좋겠어 - 변하림

1. ↑  “THE PIECES(더 피스)”. 2021년 12월 20일에 확인함.